# Shishir Kumar Banerji
Shishir Kumar Banerji fue un diplomático de carrera indio.
- En 1937 ingresó al Indian Civil Service (British India).
- Era comisionado adjunto del Gobierno de Madhya Pradesh, desde abril de 1942 fue Comisionado Adjunto en Khandwa, Balaghat, Nagpur y Akola.
- En 1946 fue secretario de gobierno.
- En 1947 entró en el servicio diplomático.
- De 1947 a 1949 fue primer secretario de embajada y posteriores Encargado de negocios en Teherán.
- De 1949 a 1951 fue subsecretario en el Ministerio de Asuntos Exteriores (India).
- En 1952 fue Alto Comisionado adjunto en Lahore (Pakistán).
- El 14 de septiembre de 1954 recibió el exequatur como Cónsul General en San Francisco (California).[1]
- En 1955 fue Presidente de la comisión de verificación en Togolandia británica y Togolandia francesa antes del British Togoland status plebiscite, 1956.
- De 1956 a 1958 fue enviado y más tarde embajador en Damasco (Siria).[2]
- De 1959 a 1960 fue Alto Comisionado en Malaya y Comisionado en Singapur, Sarawak, Brunéi y el norte de Borneo.
- En 1960 fue secretario Adjunto del Ministerio de Asuntos Exteriores de la India.
- En 1961 fue Jefe de Protocolo del Ministerio de Asuntos Exteriores (India).
- Del 15 de diciembre de 1964 al 9 de noviembre de 1967 fue embajador en Bonn.[3]
- Del 9 de noviembre de 1967 a 1970 fue embajador en Tokio....[4]